# Flageolet
En Flageolet er når man på et strengeinstrument let berører en streng i et af overtonernes knudepunkter. Det skal dog gælde at overtonen skal være af et ulige antal (1. overtone, 3. overtone, osv). Dette vil stoppe alle overtoner med et lige antal og derved også grundtonen. Denne teknik vil skabe en høj, fløjteagtig tone.